# Osvaldo Peretti
Osvaldo Peretti (Buenos Aires, Argentina, 30 de abril de 1921 - ...) es un exfutbolista que jugó como interno.

## Clubes

### Argentino (Mendoza)
Peretti jugó en Argentino de Mendoza hasta el 1947. En esos tiempos este club jugaba en la Liga Mendocina. 

### Roma
La Roma buscaba jugadores argentinos muy baratos que pudieron levantar el nivel del club. Estaba en una crisis financiera. Es por eso que Peretti llegó junto a otros dos argentinos al club italiano. 
En  la Roma jugó tan solo 7 partidos en la Serie A durante la temporada 1947-1948 convirtiendo un gol. Su rendimiento no fue el esperado por lo que en la siguiente temporada no lo tuvieron en cuenta. 
Peretti pasó de jugar en la Liga Mendocina, a la Serie A un cambio enorme, lo que le posibilitó una nueva apertura de oportunidades futbolísticas. 
Con una técnica regular pero no suficiente para jugar en la Serie A, abandonó  Roma.

### Piacenza
Pasó a jugar a Piacenza Calcio en la Serie C, allí pudo demostrar sus habilidades. Jugó 3 temporadas con esta casaca. Marcando 5 goles en 52 encuentros en la tercera división Italiana. 
Se despidió de la squadra rosso-bianco en la temporada 1951-1952 donde jugó su último partido en la victoria por 1 a 0, donde marcó el único gol de penal. 

### Latina y Portugal
Antes de despedirse del fútbol pasó al Latina en la cuarta división italiana donde jugó solamente 2 partidos. Y después viajó a Portugal, donde jugó en la Segunda división hasta 1956.

## Estadísticas
| Temporada           | Equipo               | Campeonato          | Campeonato | Campeonato |
| Temporada           | Equipo               | Torneo              | Partidos   | Goles      |
| ------------------- | -------------------- | ------------------- | ---------- | ---------- |
| 1946-1947           | Argentino de Mendoza | -                   | -          | -          |
| 1947-1948           | Roma                 | A                   | 7          | 1          |
| 1948-1949           | Roma                 | A                   | -          | -          |
| 1949-1950           | Piacenza             | C                   | 31         | 4          |
| 1950-1951           | Piacenza             | C                   | 20         | 0          |
| 1951-1952           | Piacenza             | C                   | 1          | 1          |
| 1952-1953           | Latina               | IV                  | 2          | 0          |
| 1952-1953           | Torreense            | B                   | -          | -          |
| 1953-1954           | Coímbra              | B                   | -          | -          |
| 1954-1955           | Salgueiros           | B                   | -          | -          |
| 1955-1956           | Salgueiros           | B                   | -          | -          |
| Total en su carrera | Total en su carrera  | Total en su carrera | 61         | 6          |